# Skeiðarársandur

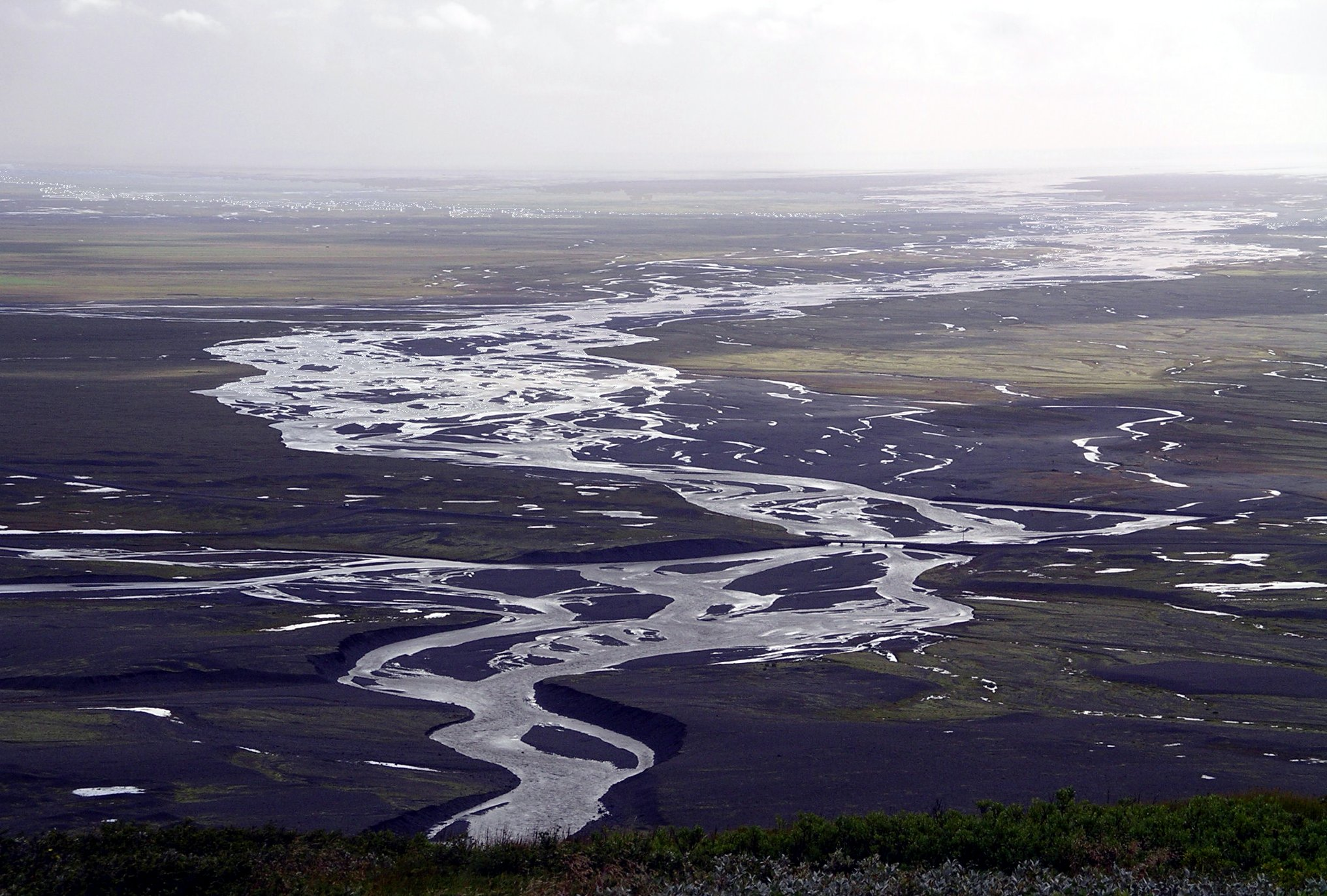
Skeiðarársandur

Skeiðarársandur è un ‘'sandur'’ islandese, cioè una vasta distesa di sabbia generata dal trasporto di detriti da parte di un fiume glaciale. In questo caso le inondazioni sono generate dal ghiacciaio Skeiðarárjökull ed alimentate dai sistemi vulcanici del Grímsvötn e Öræfajökull.
Il risultato delle inondazioni è la formazione di un deserto di sabbia che si estende dal Vatnajökull, fino al mare per circa 1300 km2, facendo del Skeiðarársandur il più grande sandur del mondo. In particolare, il sandur ha una lunghezza tra i 20 ed i 30 km tra i ghiacciai a nord e l'oceano a sud, mentre il tratto di costa occupato è di 56 km di larghezza, sui meandri del fiume Skeiðará  e di altri corsi d'acqua minori.
La violenza dei flussi d'acqua nel caso di inondazione rappresenta una minaccia costante al Hringvegur, la grande strada nazionale che contorna tutta l'Islanda e che attraversa il Skeiðarársandur con un ponte di 904 m di lunghezza.